# Harasta
Harasta (árabe: حرستا Ḥarastā), ou simplesmente conhecido como (Harasta al-Basal), é uma cidade e o subúrbio do nordeste de Damasco, localizada em Rif Dimashq, Síria.
Harasta tem uma altitude de 702 metros. Tem uma população de 34.184 em 2007.

## História
A Força Aérea Síria e o exército sírio começou uma operação militar em 1 de outubro de 2015 para recapturar a cidade, contra os (Rebeldes) conhecidos por Estado Islâmico do Iraque e do Levante foram completamente expulsos da cidade em 12 de fevereiro de 2016.